# Offenheim

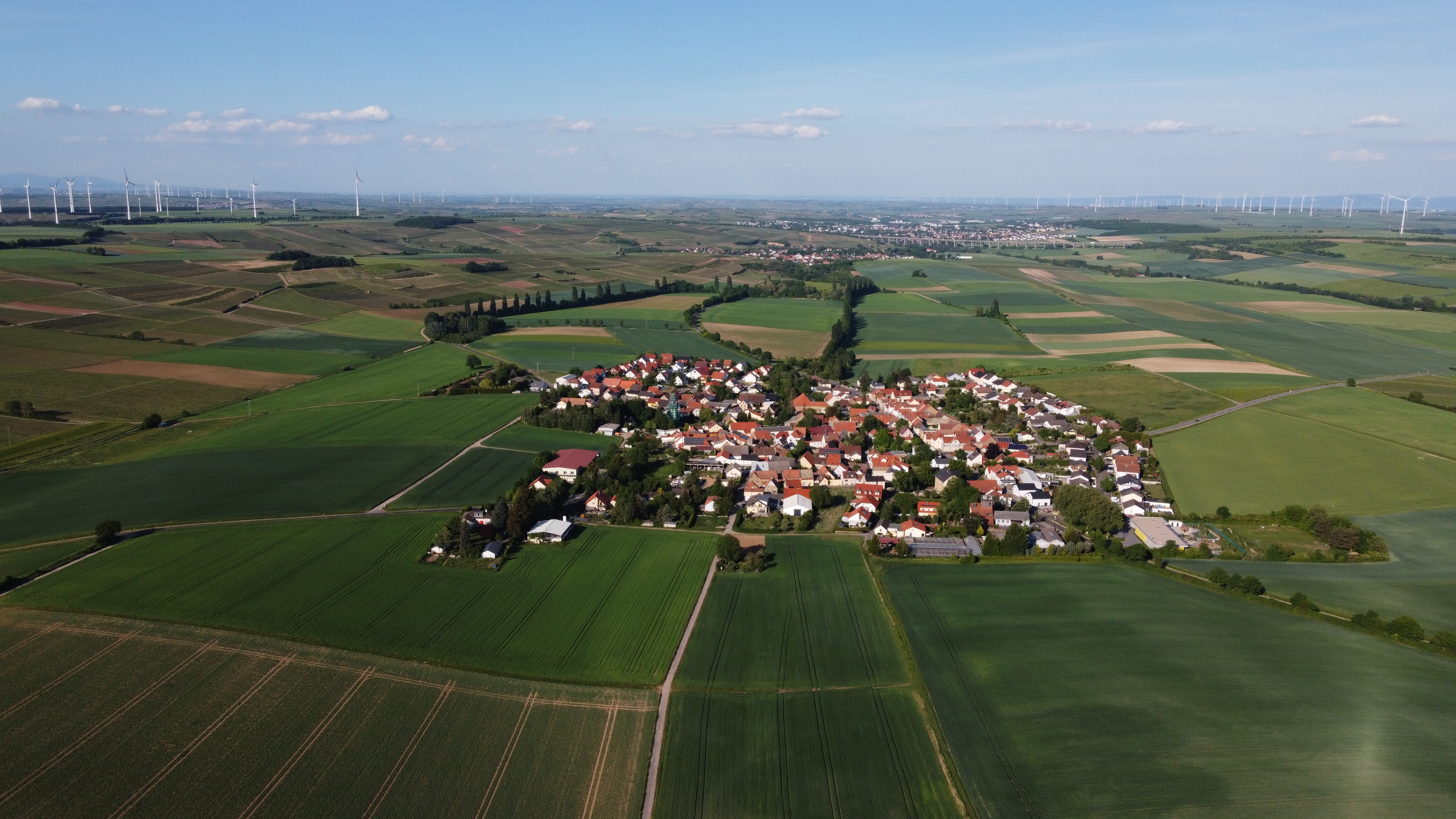
Offenheim im Mai 2022

Offenheim ist eine Ortsgemeinde im Landkreis Alzey-Worms in Rheinland-Pfalz. Sie gehört der Verbandsgemeinde Alzey-Land an.

## Geographie
Die Gemeinde inmitten der Rheinhessischen Schweiz hat mit 842 Hektar Waldfläche die größte und fast einzige Waldfläche von Rheinhessen. Im Vorholzwald befindet sich zudem mit 358 Metern die höchste Erhebung von Rheinhessen, der Kappelberg.

## Geschichte

### Mittelalter und Frühe Neuzeit
Die älteste erhaltene Erwähnung von Offenheim stammt von 768. Damals schenkten Accuratus und Unsula ihr Eigentum in der Offenheimer Gemarkung dem Kloster Lorsch. Am 26. März 771 wurde der Ort abgekürzt Offenh. erneut erwähnt, als ein Mann namens Glimmund dem Kloster einen Weinberg schenkte. Die Urkunde erwähnt die Lage Maronoberge, es ist eine der ersten Nennungen einer Weinlage in Deutschland. Eine weitere Urkunde vom 5. März 775 erwähnt Offenheim ohne Abkürzung und ebenfalls bereits in der heutigen Schreibung. Später wurde der Ort auch Uffinheim (1295) und Offinheim (1357) geschrieben.
Das Kloster Otterberg war im Ort begütert, besaß seit 1323 das Patronat über die Pfarrkirche, die dem Kloster ab 1327 auch gehörte.
Am Ende des Alten Reichs gehörte Offenheim den Freiherren zu Hunolstein.

### Neuzeit
Nach der Einnahme des linken Rheinufers durch französische Revolutionstruppen wurde die Region 1793 von Frankreich annektiert. 
 Verzögert durch die Koalitionskriege wurde die Annexion erst nach 1797 konsolidiert und Offenheim gehörte von 1798 bis 1814 zum Kanton Alzey im Departement Donnersberg. Gerichtlich war im Bereich des Kantons für die Zivilgerichtsbarkeit das Friedensgericht Alzey zuständig, für die Angelegenheiten der freiwilligen Gerichtsbarkeit im übrigen Notariate.
Aufgrund 1815 auf dem Wiener Kongress getroffener Vereinbarungen und eines 1816 zwischen dem Großherzogtum Hessen, Österreich und Preußen geschlossenen Staatsvertrags kam Rheinhessen, und damit auch die Gemeinde Offenheim, zum Großherzogtum Hessen, das das neu erworbene Gebiet als Provinz Rheinhessen organisierte. Nach der Auflösung der Kantone in der Provinz kam der Ort 1835 zum neu errichteten Kreis Alzey, zu dem er bis 1969 gehörte.
Das Friedensgericht Alzey wurde 1879 aufgelöst und durch das Amtsgericht Alzey ersetzt.
Nach dem Zweiten Weltkrieg gehörte die Gemeinde zur französischen Besatzungszone und wurde 1946 Teil des neu gebildeten Landes Rheinland-Pfalz.

## Politik

### Gemeinderat
Der Gemeinderat in Offenheim besteht aus zwölf Ratsmitgliedern, die bei der Kommunalwahl am 9. Juni 2024 in einer Mehrheitswahl gewählt wurden, und dem ehrenamtlichen Ortsbürgermeister als Vorsitzendem. Bis zur Wahl 2019 wurden die Ratsmitglieder in einer personalisierten Verhältniswahl gewählt, da mehrere Wahlvorschläge eingereicht wurden.
Die Sitzverteilung im Gemeinderat:
| Wahl | SPD               | Linke             | BfO               | FWG               | WGK               | Gesamt   |
| ---- | ----------------- | ----------------- | ----------------- | ----------------- | ----------------- | -------- |
| 2024 | per Mehrheitswahl | per Mehrheitswahl | per Mehrheitswahl | per Mehrheitswahl | per Mehrheitswahl | 12 Sitze |
| 2019 | –                 | 1                 | 6                 | –                 | 5                 | 12 Sitze |
| 2014 | 4                 | 1                 | 5                 | 2                 | –                 | 12 Sitze |
| 2009 | 5                 | 1                 | 4                 | 2                 | –                 | 12 Sitze |
| 2004 | 4                 | –                 | 5                 | 3                 | –                 | 12 Sitze |

- BfO = Bürger für Offenheim e. V.
- FWG = Freie Wählergruppe Offenheim e. V.
- WGK = Wählergruppe Knecht

### Bürgermeister
Eric Adam ist seit 2024 Ortsbürgermeister von Offenheim.
Sein Vorgänger war Peter Odermann (BfO).

### Wappen
Blasonierung: „In Silber eine bewurzelte grüne Eiche, zwei Schilde an einer goldenen Spange tragend; im rechten Schild in Schwarz ein goldener Löwe, rotbewehrt, -gezungt und -gekrönt, im linken Schild in Rot ein wachsender goldener Krummstab.“